# Loretánská kaple v Praze
Kaple Panny Marie Loretánské či loretánská kaple v Praze nebo Pražská Loreta je kopie známé svaté chýše nacházející se v Loretu v Itálii. Nachází se uprostřed areálu Pražské Lorety v těsném sousedství kostela Narození Páně na Loretánském náměstí v Praze 1 – Hradčanech.

## Dějiny

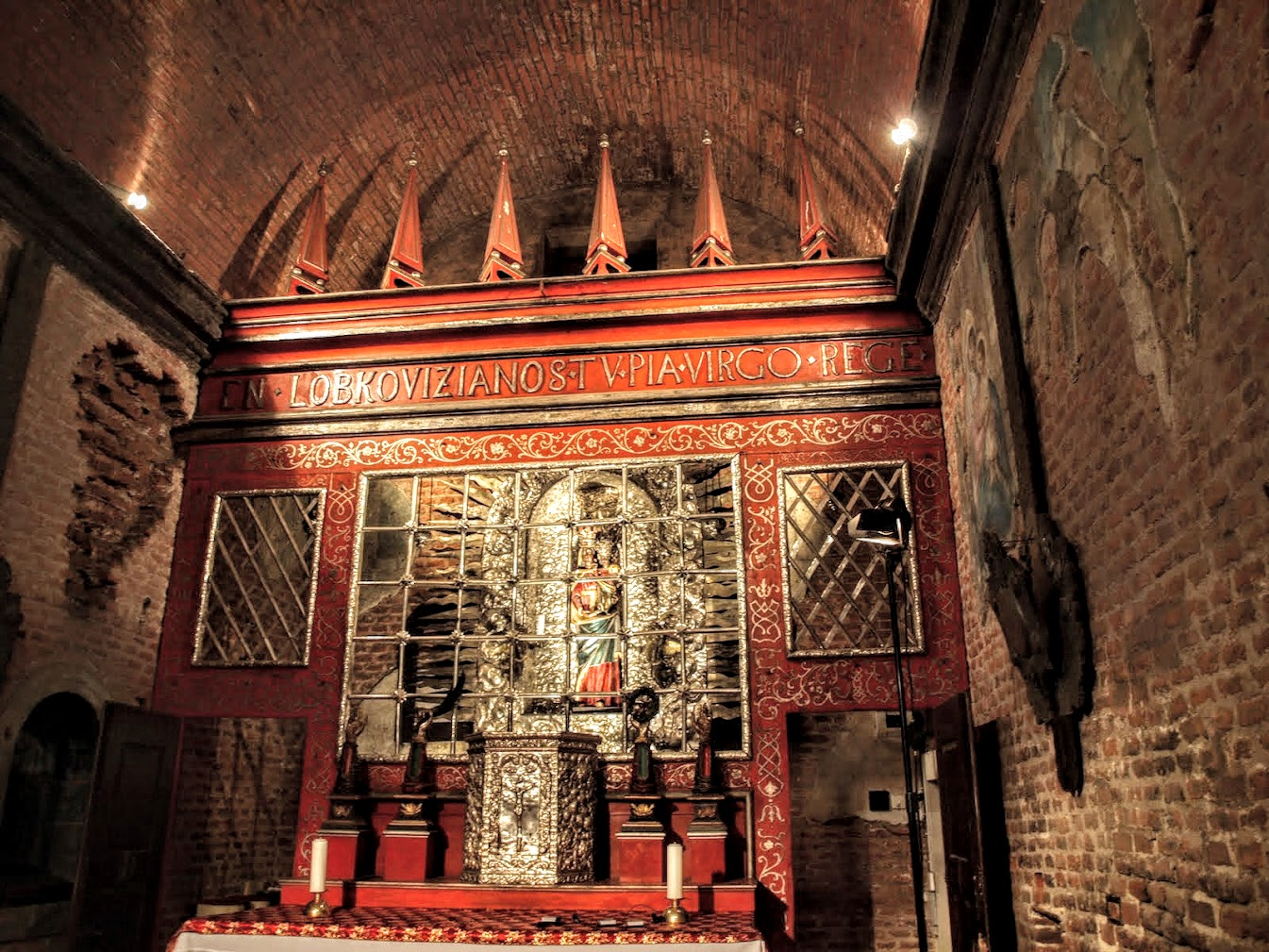
Interiér kaple Panny Marie

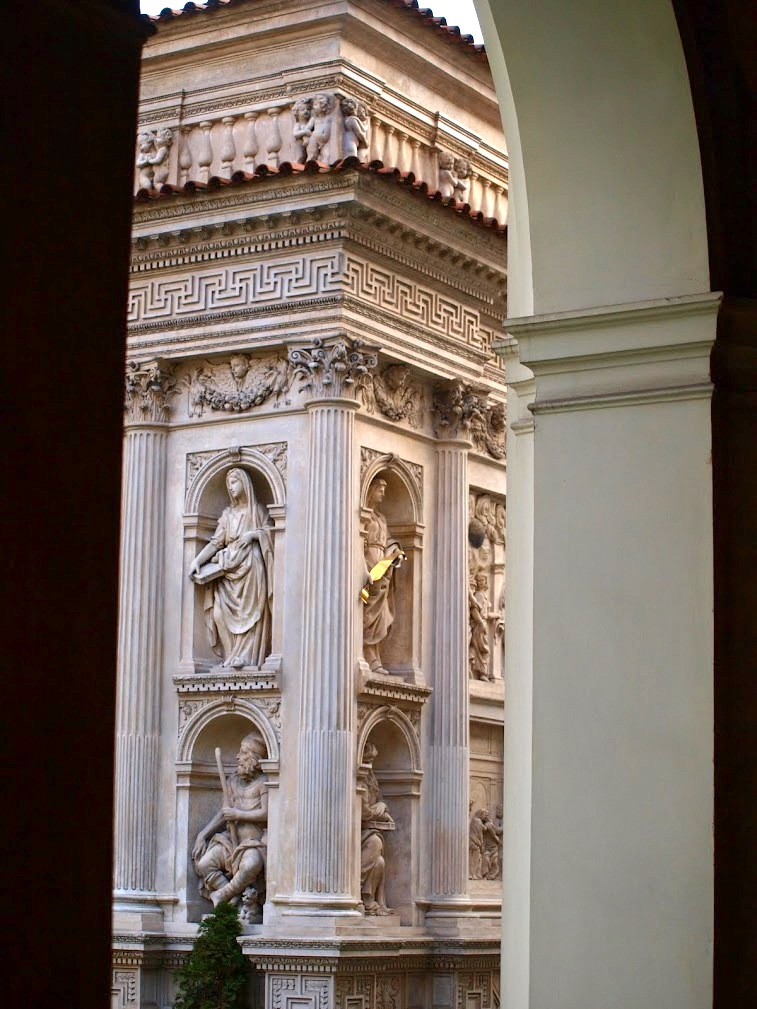
Detail vnějšku kaple

Budova Loretánské kaple na Hradčanech vznikala vedle nového kláštera kapucínů – tomu pak byla později svěřena do duchovní správy. Výstavba této loretánské kaple započala dne 3. června 1626. Stavbu iniciovala a financovala hraběnka Benigna Kateřina z Lobkowicz. Ta, po bitvě na Bílé hoře, skoupila zkonfiskované majetky pražských obyvatel podobojí. Jednalo se o celou hradčanskou ulici od domu U zlaté koule (ten byl zbořen a nahradila ho kaple sv. Matouše, z níž se zachovaly jen základy pod dlažbou nádvoří Černínského paláce) až po domy (získala vše včetně pozemků) na okraji Nového Světa. Kaple byla vysvěcena 25. března 1631 kardinálem Arnoštem Vojtěchem z Harrachu.
Pražské Loretě byla zasvěcena 20. kaple Svaté cesty z Prahy do Staré Boleslavi, založené roku 1674, kterou financoval vnuk hraběnky Kateřiny, Ferdinand August z Lobkovic. Druhý hraběnčin vnuk Václav z Lobkovic byl donátorem 21. kaple této poutní cesty.

## Popis
Kaple je věrnou kopií italského vzoru, stavba byla svěřena vlašskému staviteli Giovannimu Baptistovi Orsi, původem z Coma u Milána. Uvnitř kaple jsou na dvou místech zapuštěny dva trámy, dále pak jedna cihla, které pocházejí z posvátného domku v Loretu. Na hlavním oltáři stojí poutní soška madony tmavé tváře z cedrového dřeva, oltář zdobí stříbrné reliéfy. Fragmenty na stěnách byly malovány přesně podle italského originálu, zhotoveny byly v r. 1795 umělcem F. Kunzem. Pod svatou chýší je krypta rodiny Lobkoviců, v níž byla zakladatelka Lorety v roce 1654 pochována.
Vnější výzdoba svaté chýše byla zhotovena místními umělci podle italského originálu Santa Casa v Loretu (od renesančního umělce Jacopa Sansovina). Fasáda italské i pražské kaple je bohatě zdobena sochami starozákonních proroků a pohanských věštkyň, majících vztah k Panně Marii. Reliéfy znázorňují scény ze života Panny Marie.

### Severní strana
6 soch: Hellespontská Sibyla, Izajáš, frýgitská Sibyla, Daniel, tiburská Sibyla, prorok Amos. Dva reliéfy: Narození a Zasnoubení Panny Marie.

### Jižní strana
6 soch: Perská Sibyla, Ezechiel, Kumská Sibyla, král David, Erythrejská Sibyla a Zachariáš. Dva reliéfy: Narození Páně a Klanění tří králů.

### Východní strana
4 sochy: Sámská Sibyla, prorok Mojžíš, Sibyla Kumana a prorok Bileán. Dva reliéfy: Smrt Panny Marie a Přenesení nazaretské chýše do Dalmacie.

### Západní strana
4 sochy: Delfská a libyjská Sibyla, prorok Jeremjáš a Ezechjáš. Reliéfy: Zvěstování a Navštívení Panny Marie.

## Galerie – Santa Casa (Loreto), originály na italské Loretě

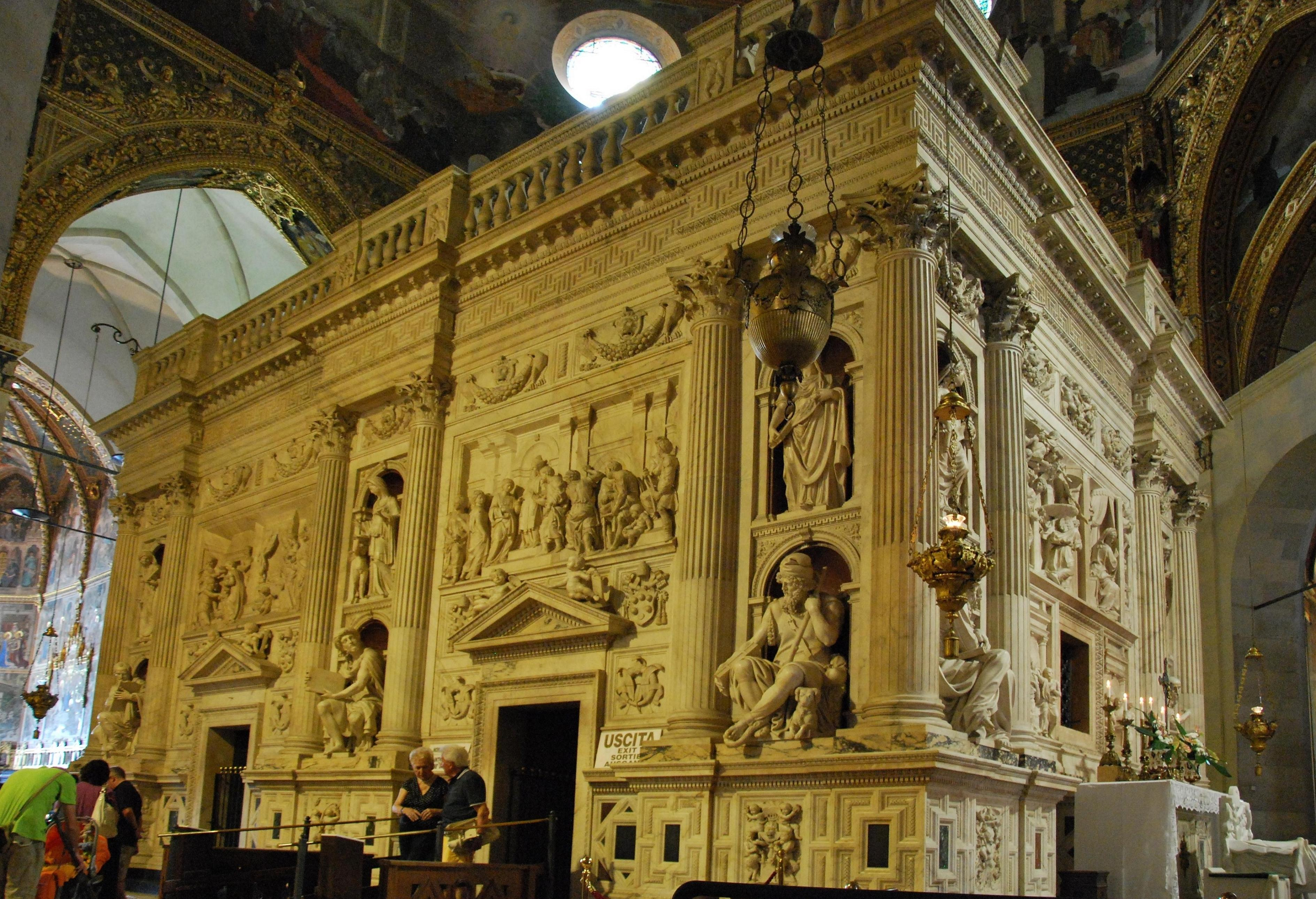
Santa Casa, Loreto, Itálie
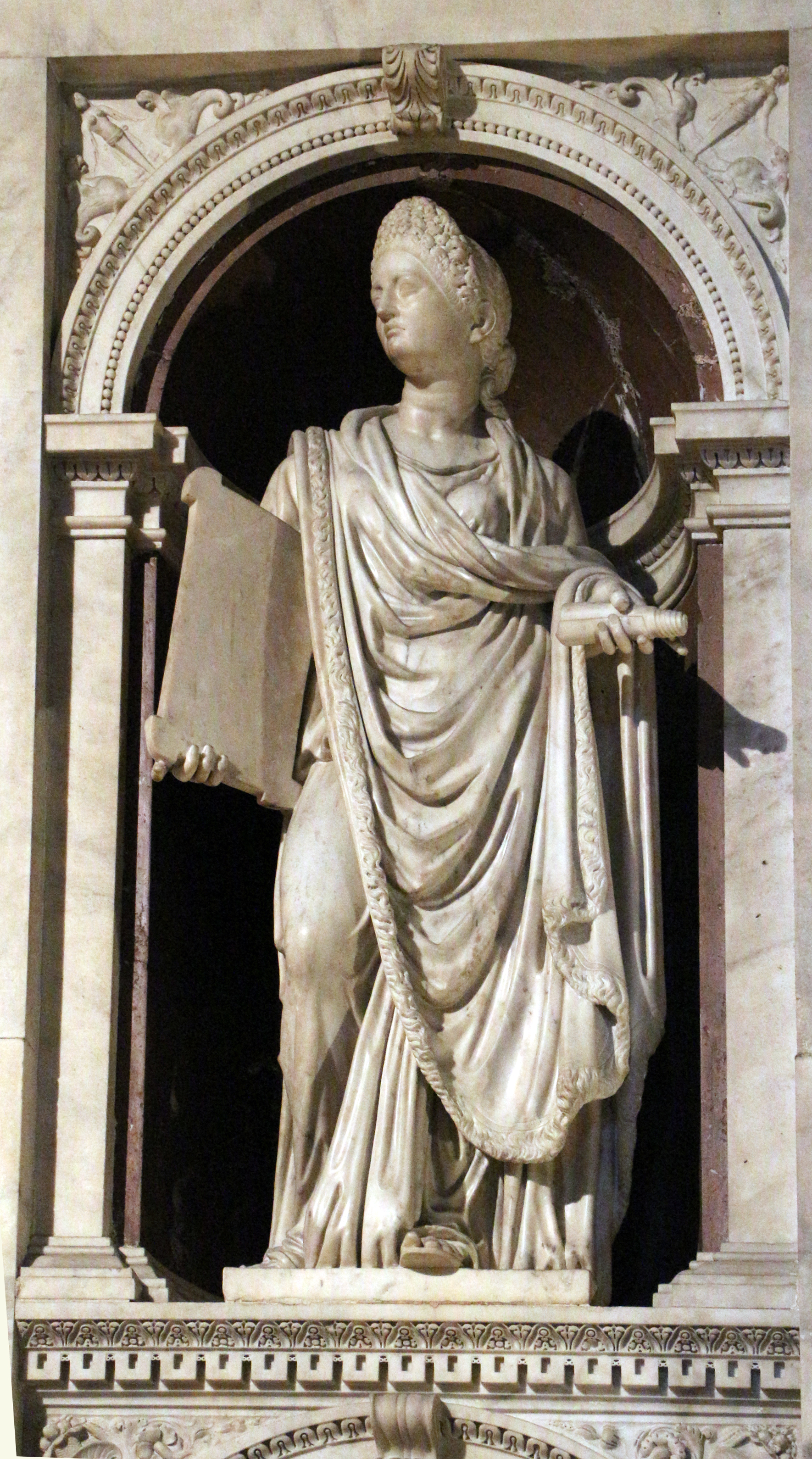
Erythrejská Sybila
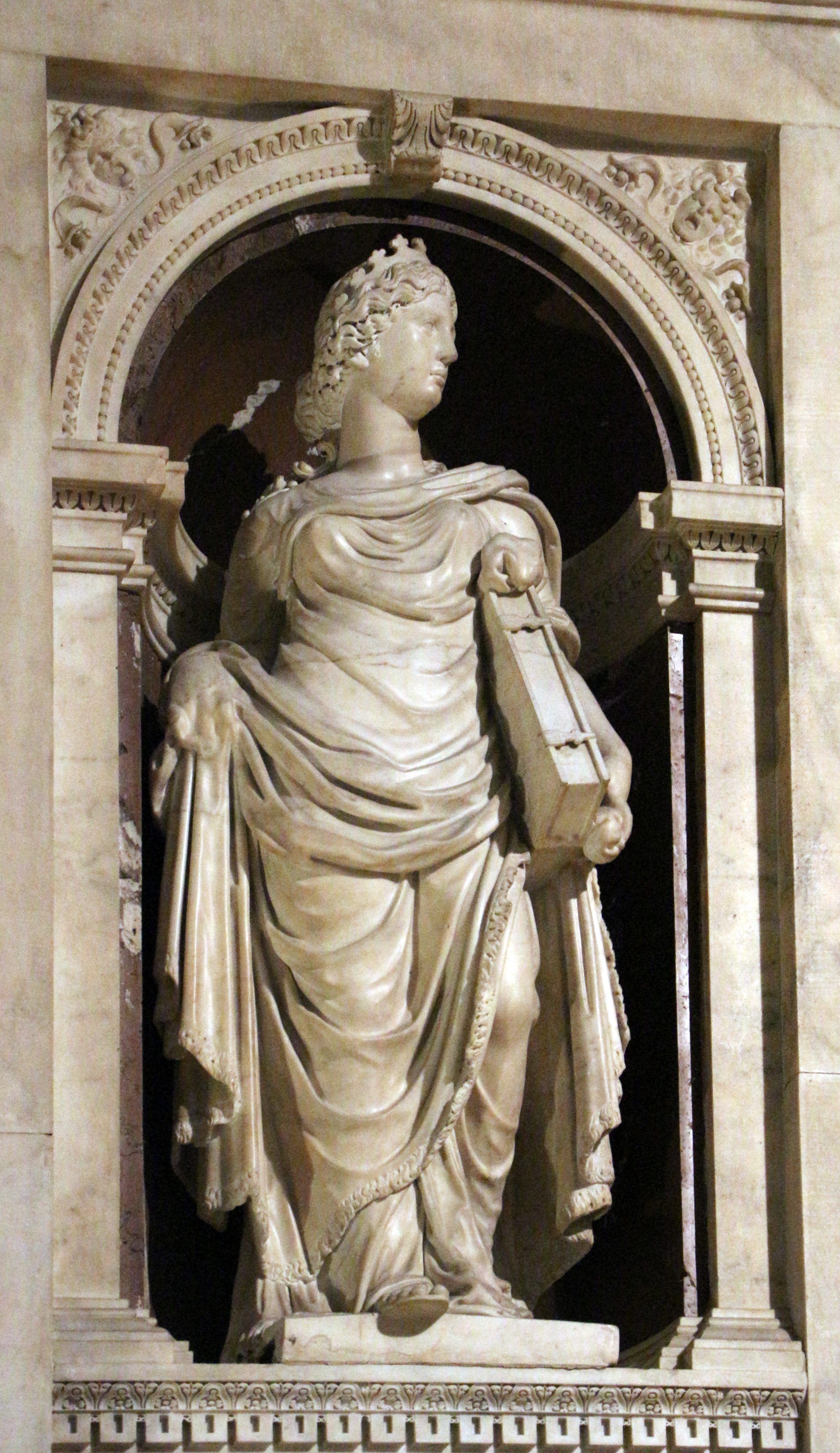
Perská Sybila
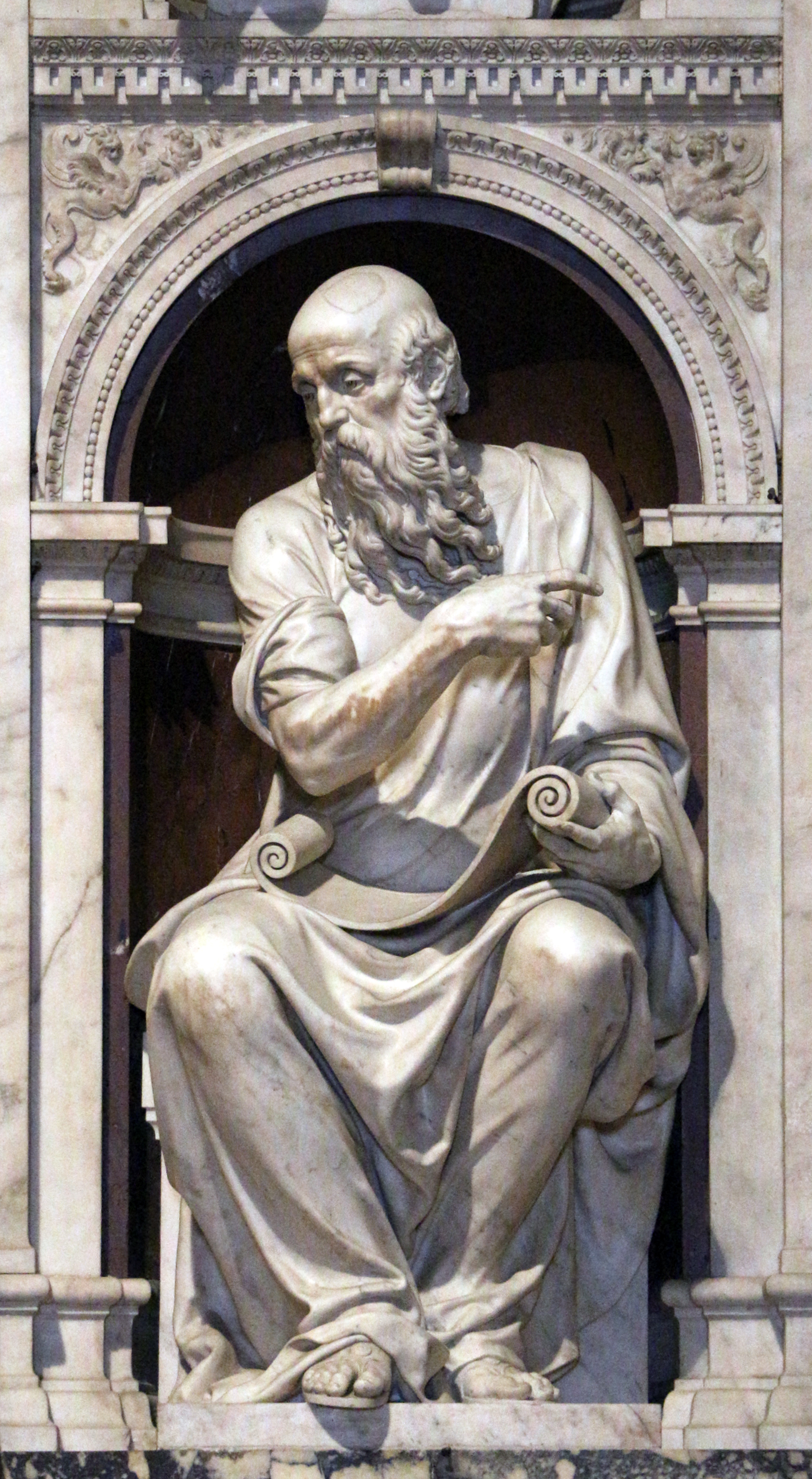
Ezechiáš
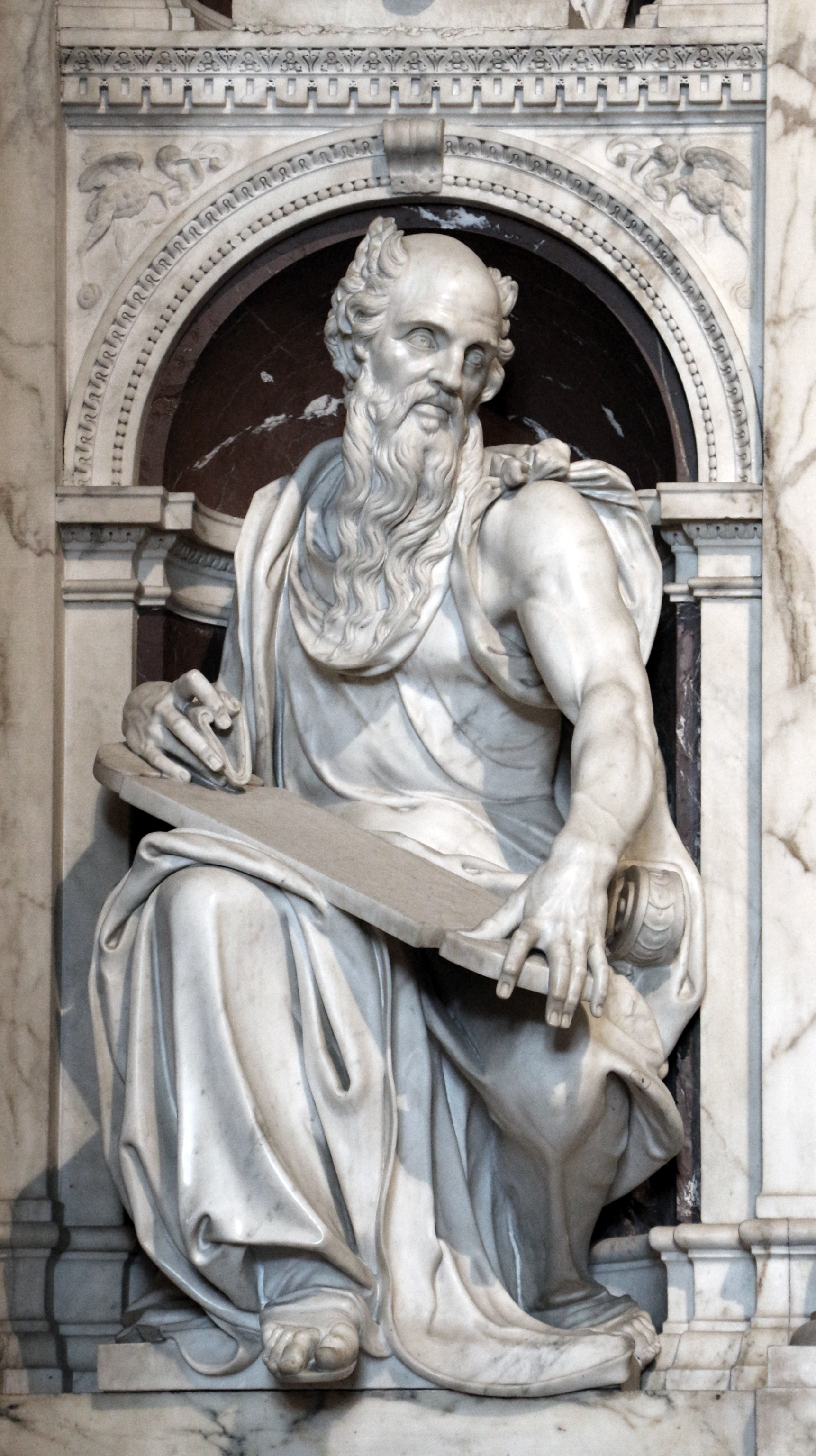
Mojžíš
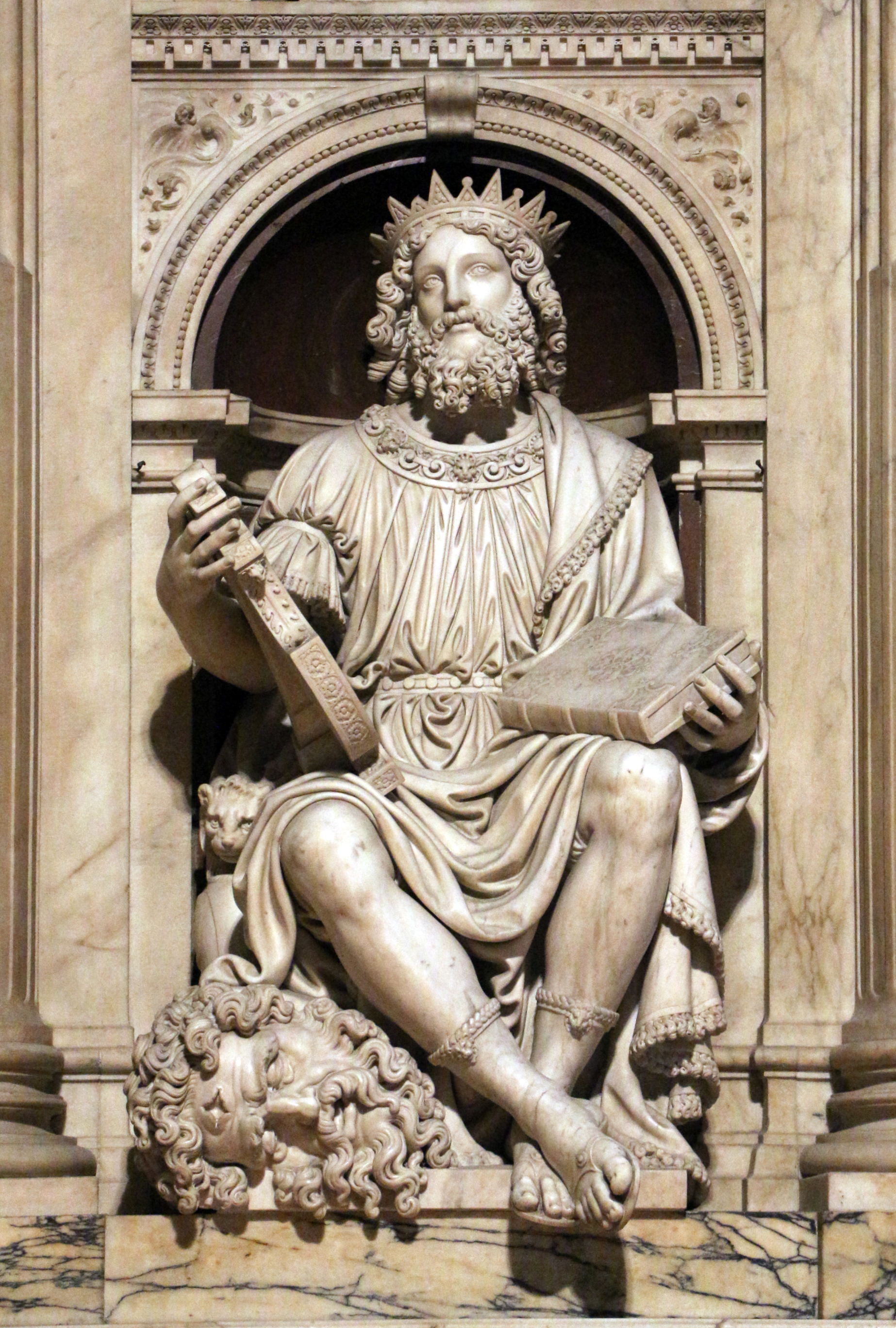
David
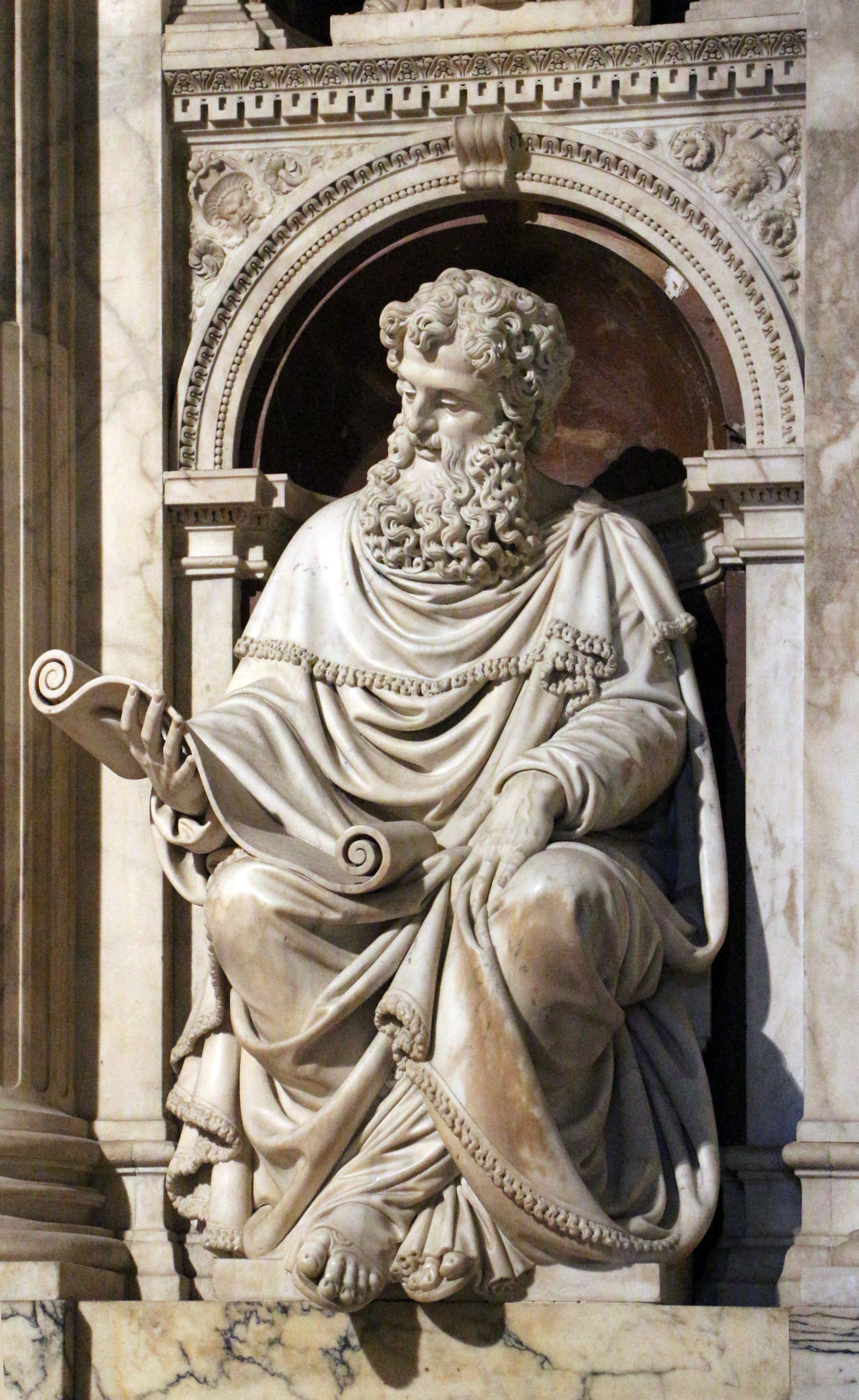
Malachiáš